# Kasteel Coquelle
Het Kasteel Coquelle (Frans: Château Coquelle) is een kasteelachtig herenhuis in de tot de gemeente Duinkerke behorende plaats Rozendaal, gelegen aan de Rue Félix Coquelle, in het Franse Noorderdepartement .

## Geschiedenis
Het kasteeltje werd gebouwd in 1902 ten behoeve van Félix Coquelle, de toenmalige burgemeester van Rozendaal. Het heette toen Château Eulomad. Mogelijk was Jean Morel de architect, maar zeker is dat niet.
In 1922 werd het door de erfgenamen aan de gemeente verkocht en sindsdien is het in gebruik voor vereniging- en culturele doelstellingen.

## Gebouw
Het is een enigszins eclectisch bouwwerk, met onder meer elementen in chaletstijl, vooruitspringende erkers en balkons en een uitzichttoren die door een achtkante koepel wordt bekroond.
Het kasteeltje ligt te midden van een park, dat nu een openbaar park is.